# Chaganhada (socken i Kina, lat 43,79, long 119,18)
Chaganhada (kinesiska: 查干哈达, 查干哈达苏木) är en socken i Kina. Den ligger i den autonoma regionen Inre Mongoliet, i den norra delen av landet, omkring 700 kilometer nordost om regionhuvudstaden Hohhot. Antalet invånare är 12855. Befolkningen består av 6 259 kvinnor och 6 596 män. Barn under 15 år utgör 14,0 %, vuxna 15-64 år 77 %, och äldre över 65 år 7,0 %.
Genomsnittlig årsnederbörd är 523 millimeter. Den regnigaste månaden är juni, med i genomsnitt 152 mm nederbörd, och den torraste är december, med 3 mm nederbörd.